# Jonna Fraser
Jonna Fraser, pseudonimo di Jonathan Jeffrey Grando (Zaandam, 11 dicembre 1992), è un rapper olandese di origine surinamese.

## Biografia
Jonathan Jeffrey Grando nasce a Zaandam in una famiglia di origine surinamese. Pubblica il suo EP di debutto, Maatje 45, nel 2014. Nel 2015 prende parte al progetto collettivo New Wave, insieme ad altri giovani della scena hip hop olandese come Ronnie Flex, Lijpe e Lil Kleine. Nel 2016 è la volta dell'EP Blessed, caratterizzato dalla presenza di artisti come Kempi, Cho, Frenna, Yade Lauren e Mula B.
Il 14 aprile 2017 pubblica il suo primo album in studio, intitolato Jonathan, seguito, l'anno successivo, da Lion, che vede la partecipazione di Dopebwoy, Jandro, 3robi, Yung Felix, Shirak e altri. Il 31 luglio 2020 viene reso disponibile il terzo album, Calma, mentre nel 2021 pubblica Championships insieme al rapper Frenna.
Il 18 maggio 2023 torna con il suo quinto album, Blessed for Life.

## Discografia

### Album in studio
- 2017 – Jonathan
- 2018 – Lion
- 2020 – Calma
- 2021 – Championships (con Frenna)
- 2023 – Blessed for Life

### EP
- 2014 – Maatje 45
- 2015 – Alle Tijd
- 2016 – Goed Teken
- 2016 – Blessed
- 2017 – Blessed II
- 2020 – Champagne Rain